# Eletti al Senato della Repubblica nelle elezioni politiche italiane del 1987
Questo elenco riporta i nomi dei senatori della X legislatura della Repubblica Italiana dopo le elezioni politiche del 1987, suddivisi per circoscrizione.
| Circoscrizione        | Lista                                         | Eletto                      | Collegio                             |
| --------------------- | --------------------------------------------- | --------------------------- | ------------------------------------ |
| Piemonte              | Democrazia Cristiana                          | Riccardo Triglia            | Casale Monferrato - Chivasso         |
| Piemonte              | Democrazia Cristiana                          | Luigi Poli                  | Asti                                 |
| Piemonte              | Democrazia Cristiana                          | Francesco Mazzola           | Cuneo - Saluzzo                      |
| Piemonte              | Democrazia Cristiana                          | Carlo Donat-Cattin          | Alba                                 |
| Piemonte              | Democrazia Cristiana                          | Natale Carlotto             | Mondovì                              |
| Piemonte              | Democrazia Cristiana                          | Ezio Leonardi               | Novara                               |
| Piemonte              | Democrazia Cristiana                          | Ignazio Marcello Gallo      | Pinerolo                             |
| Piemonte              | Democrazia Cristiana                          | Carlo Boggio                | Vercelli                             |
| Piemonte              | Partito Comunista Italiano                    | Alfio Brina                 | Alessandria - Tortona                |
| Piemonte              | Partito Comunista Italiano                    | Lucio Libertini             | Casale Monferrato - Chivasso         |
| Piemonte              | Partito Comunista Italiano                    | Carla Federica Nespolo      | Acqui Terme - Novi Ligure            |
| Piemonte              | Partito Comunista Italiano                    | Lorenzo Gianotti            | Susa                                 |
| Piemonte              | Partito Comunista Italiano                    | Vittorio Foa                | Torino Fiat Aeritalia Ferriere       |
| Piemonte              | Partito Comunista Italiano                    | Ugo Pecchioli               | Torino Dora Oltre Stura Collina      |
| Piemonte              | Partito Comunista Italiano                    | Ennio Baiardi               | Vercelli                             |
| Piemonte              | Partito Comunista Italiano                    | Claudio Napoleoni           | Biella                               |
| Piemonte              | Partito Socialista Italiano                   | Roberto Cassola             | Alessandria - Tortona                |
| Piemonte              | Partito Socialista Italiano                   | Giuseppe Visca              | Acqui Terme - Novi Ligure            |
| Piemonte              | Partito Socialista Italiano                   | Eugenio Bozzello Verole     | Ivrea                                |
| Piemonte              | Partito Repubblicano Italiano                 | Susanna Agnelli             | Torino Fiat Aeritalia Ferriere       |
| Piemonte              | Movimento Sociale Italiano - Destra Nazionale | Cesare Pozzo                | Torino Centro                        |
| Piemonte              | Partito Liberale Italiano                     | Giuseppe Fassino            | Cuneo - Saluzzo                      |
| Piemonte              | Partito Socialista Democratico Italiano       | Maurizio Pagani             | Novara                               |
| Piemonte              | Partito Radicale                              | Piero Craveri               | Alessandria - Tortona                |
| Lombardia             | Democrazia Cristiana                          | Severino Citaristi          | Bergamo                              |
| Lombardia             | Democrazia Cristiana                          | Enzo Berlanda               | Clusone                              |
| Lombardia             | Democrazia Cristiana                          | Gilberto Bonalumi           | Treviglio                            |
| Lombardia             | Democrazia Cristiana                          | Franco Salvi                | Breno                                |
| Lombardia             | Democrazia Cristiana                          | Guido Carli                 | Brescia                              |
| Lombardia             | Democrazia Cristiana                          | Giovanni Prandini           | Chiari                               |
| Lombardia             | Democrazia Cristiana                          | Elio Fontana                | Salò                                 |
| Lombardia             | Democrazia Cristiana                          | Gianfranco Aliverti         | Como                                 |
| Lombardia             | Democrazia Cristiana                          | Cesare Golfari              | Lecco                                |
| Lombardia             | Democrazia Cristiana                          | Giuseppe Guzzetti           | Cantù                                |
| Lombardia             | Democrazia Cristiana                          | Ernesto Vercesi             | Cremona                              |
| Lombardia             | Democrazia Cristiana                          | Franco Rebecchini           | Crema                                |
| Lombardia             | Democrazia Cristiana                          | Cirillo Bonora              | Mantova                              |
| Lombardia             | Democrazia Cristiana                          | Luigi Granelli              | Vimercate                            |
| Lombardia             | Democrazia Cristiana                          | Alfredo Diana               | Lodi                                 |
| Lombardia             | Democrazia Cristiana                          | Giovanni Azzaretti          | Voghera                              |
| Lombardia             | Democrazia Cristiana                          | Vittorino Colombo           | Sondrio                              |
| Lombardia             | Democrazia Cristiana                          | Augusto Rezzonico           | Busto Arsizio                        |
| Lombardia             | Partito Comunista Italiano                    | Renzo Antoniazzi            | Cremona                              |
| Lombardia             | Partito Comunista Italiano                    | Giuseppe Chiarante          | Mantova                              |
| Lombardia             | Partito Comunista Italiano                    | Maurizio Lotti              | Ostiglia                             |
| Lombardia             | Partito Comunista Italiano                    | Guido Rossi                 | Milano V                             |
| Lombardia             | Partito Comunista Italiano                    | Giorgio Strehler            | Milano VI                            |
| Lombardia             | Partito Comunista Italiano                    | Massimo Riva                | Abbiategrasso                        |
| Lombardia             | Partito Comunista Italiano                    | Rodolfo Bollini             | Rho                                  |
| Lombardia             | Partito Comunista Italiano                    | Giovanna Senesi Lombardi    | Vimercate                            |
| Lombardia             | Partito Comunista Italiano                    | Antonio Taramelli           | Lodi                                 |
| Lombardia             | Partito Comunista Italiano                    | Luigi Meriggi               | Voghera                              |
| Lombardia             | Partito Comunista Italiano                    | Armando Cossutta            | Vigevano                             |
| Lombardia             | Partito Comunista Italiano                    | Antonio Giolitti            | Pavia                                |
| Lombardia             | Partito Socialista Italiano                   | Vittorio Marniga            | Breno                                |
| Lombardia             | Partito Socialista Italiano                   | Gino Scevarolli             | Ostiglia                             |
| Lombardia             | Partito Socialista Italiano                   | Michele Achilli             | Milano V                             |
| Lombardia             | Partito Socialista Italiano                   | Giorgio Ruffolo             | Milano VI                            |
| Lombardia             | Partito Socialista Italiano                   | Achille Cutrera             | Abbiategrasso                        |
| Lombardia             | Partito Socialista Italiano                   | Antonio Natali              | Rho                                  |
| Lombardia             | Partito Socialista Italiano                   | Guido Gerosa                | Vimercate                            |
| Lombardia             | Partito Socialista Italiano                   | Francesco Forte             | Sondrio                              |
| Lombardia             | Movimento Sociale Italiano - Destra Nazionale | Giorgio Pisanò              | Milano II                            |
| Lombardia             | Movimento Sociale Italiano - Destra Nazionale | Alfredo Mantica             | Milano IV                            |
| Lombardia             | Partito Repubblicano Italiano                 | Giovanni Spadolini          | Milano I                             |
| Lombardia             | Partito Repubblicano Italiano                 | Giorgio Covi                | Milano III                           |
| Lombardia             | Lista Verde                                   | Piergiorgio Sirtori         | Milano III                           |
| Lombardia             | Lega Lombarda                                 | Umberto Bossi               | Varese                               |
| Lombardia             | Partito Socialista Democratico Italiano       | Gianpaolo Bissi             | Sondrio                              |
| Lombardia             | Partito Liberale Italiano                     | Giovanni Malagodi           | Milano I                             |
| Lombardia             | Democrazia Proletaria                         | Guido Pollice               | Milano III                           |
| Trentino - Alto Adige | Democrazia Cristiana                          | Glicerio Vettori            | Rovereto                             |
| Trentino - Alto Adige | Democrazia Cristiana                          | Giorgio Postal              | Pergine Valsugana                    |
| Trentino - Alto Adige | Democrazia Cristiana                          | Bruno Kessler               | Mezzolombardo                        |
| Trentino - Alto Adige | Südtiroler Volkspartei                        | Roland Riz                  | Bolzano                              |
| Trentino - Alto Adige | Südtiroler Volkspartei                        | Hans Rubner                 | Bressanone                           |
| Trentino - Alto Adige | PSI - PSDI - PR - Verdi                       | Marco Boato                 | Trento                               |
| Trentino - Alto Adige | Partito Comunista Italiano                    | Lionello Bertoldi           | Rovereto                             |
| Veneto                | Democrazia Cristiana                          | Umberto Emo Capodilista     | Padova                               |
| Veneto                | Democrazia Cristiana                          | Marino Cortese              | Este                                 |
| Veneto                | Democrazia Cristiana                          | Nicolò Lipari               | Cittadella                           |
| Veneto                | Democrazia Cristiana                          | Gabriele De Rosa            | Treviso                              |
| Veneto                | Democrazia Cristiana                          | Angelo Pavan                | Vittorio Veneto - Montebelluna       |
| Veneto                | Democrazia Cristiana                          | Mario Ferrari Aggradi       | Conegliano Veneto - Oderzo           |
| Veneto                | Democrazia Cristiana                          | Costante Degan              | Mirano                               |
| Veneto                | Democrazia Cristiana                          | Giambattista Melotto        | Verona I                             |
| Veneto                | Democrazia Cristiana                          | Giovanni Angelo Fontana     | Verona Collina                       |
| Veneto                | Democrazia Cristiana                          | Francesco Perina            | Verona Pianura                       |
| Veneto                | Democrazia Cristiana                          | Mariano Rumor               | Vicenza                              |
| Veneto                | Democrazia Cristiana                          | Delio Giacometti            | Schio                                |
| Veneto                | Democrazia Cristiana                          | Pietro Fabris               | Bassano del Grappa                   |
| Veneto                | Partito Comunista Italiano                    | Franco Longo                | Este                                 |
| Veneto                | Partito Comunista Italiano                    | Elios Andreini              | Adria                                |
| Veneto                | Partito Comunista Italiano                    | Franca Ongaro Basaglia      | Venezia                              |
| Veneto                | Partito Comunista Italiano                    | Rino Serri                  | Mirano                               |
| Veneto                | Partito Comunista Italiano                    | Vittorio Chiesura           | Chioggia                             |
| Veneto                | Partito Socialista Italiano                   | Siro Zanella                | Belluno                              |
| Veneto                | Partito Socialista Italiano                   | Giorgio Pizzol              | Vittorio Veneto - Montebelluna       |
| Veneto                | Partito Socialista Italiano                   | Mario Rigo                  | Mirano                               |
| Veneto                | Partito Socialista Italiano                   | Gino Giugni                 | San Donà di Piave                    |
| Veneto                | Movimento Sociale Italiano - Destra Nazionale | Piergiorgio Gradari         | Venezia                              |
| Friuli-Venezia Giulia | Democrazia Cristiana                          | Paolo Micolini              | Cividale del Friuli                  |
| Friuli-Venezia Giulia | Democrazia Cristiana                          | Mario Fioret                | Pordenone                            |
| Friuli-Venezia Giulia | Democrazia Cristiana                          | Claudio Beorchia            | Tolmezzo                             |
| Friuli-Venezia Giulia | Partito Comunista Italiano                    | Nereo Battello              | Gorizia                              |
| Friuli-Venezia Giulia | Partito Comunista Italiano                    | Stojan Spetic               | Trieste II                           |
| Friuli-Venezia Giulia | Partito Socialista Italiano                   | Arduino Agnelli             | Trieste I                            |
| Friuli-Venezia Giulia | Partito Socialista Italiano                   | Franco Castiglione          | Tolmezzo                             |
| Liguria               | Partito Comunista Italiano                    | Umberto Scardaoni           | Savona                               |
| Liguria               | Partito Comunista Italiano                    | Lovrano Bisso               | Genova I                             |
| Liguria               | Partito Comunista Italiano                    | Gianna Schelotto            | Genova II                            |
| Liguria               | Partito Comunista Italiano                    | Aldo Giacché                | La Spezia                            |
| Liguria               | Democrazia Cristiana                          | Lorenzo Acquarone           | Imperia                              |
| Liguria               | Democrazia Cristiana                          | Gian Carlo Ruffino          | Savona                               |
| Liguria               | Democrazia Cristiana                          | Francesco Cattanei          | Genova IV                            |
| Liguria               | Democrazia Cristiana                          | Paolo Emilio Taviani        | Chiavari                             |
| Liguria               | PSI - PSDI - PR                               | Delio Meoli                 | Genova III                           |
| Liguria               | PSI - PSDI - PR                               | Gianfranco Mariotti         | La Spezia                            |
| Emilia-Romagna        | Partito Comunista Italiano                    | Matilde Callari Galli       | Bologna II                           |
| Emilia-Romagna        | Partito Comunista Italiano                    | Aureliana Alberici          | Bologna III - Imola                  |
| Emilia-Romagna        | Partito Comunista Italiano                    | Claudio Vecchi              | Ferrara                              |
| Emilia-Romagna        | Partito Comunista Italiano                    | Gianfranco Pasquino         | Portomaggiore                        |
| Emilia-Romagna        | Partito Comunista Italiano                    | Gaetano Arfé                | Rimini                               |
| Emilia-Romagna        | Partito Comunista Italiano                    | Archimede Casadei Lucchi    | Cesena                               |
| Emilia-Romagna        | Partito Comunista Italiano                    | Filippo Cavazzuti           | Modena                               |
| Emilia-Romagna        | Partito Comunista Italiano                    | Isa Ferraguti               | Carpi                                |
| Emilia-Romagna        | Partito Comunista Italiano                    | Arrigo Boldrini             | Ravenna                              |
| Emilia-Romagna        | Partito Comunista Italiano                    | Ugo Benassi                 | Reggio Emilia                        |
| Emilia-Romagna        | Partito Comunista Italiano                    | Luciano Lama                | Castelnovo ne' Monti - Sassuolo      |
| Emilia-Romagna        | Democrazia Cristiana                          | Lorenzo Cappelli            | Forlì - Faenza                       |
| Emilia-Romagna        | Democrazia Cristiana                          | Giovanni Manzini            | Modena                               |
| Emilia-Romagna        | Democrazia Cristiana                          | Giampaolo Mora              | Borgotaro - Salsomaggiore            |
| Emilia-Romagna        | Democrazia Cristiana                          | Sergio Cuminetti            | Piacenza                             |
| Emilia-Romagna        | Democrazia Cristiana                          | Benigno Zaccagnini          | Fiorenzuola d'Arda - Fidenza         |
| Emilia-Romagna        | Democrazia Cristiana                          | Beniamino Andreatta         | Castelnovo ne' Monti - Sassuolo      |
| Emilia-Romagna        | PSI - PSDI - PR                               | Luigi Covatta               | Ferrara                              |
| Emilia-Romagna        | PSI - PSDI - PR                               | Renzo Santini               | Portomaggiore                        |
| Emilia-Romagna        | PSI - PSDI - PR                               | Fabio Fabbri                | Parma                                |
| Emilia-Romagna        | Movimento Sociale Italiano - Destra Nazionale | Carlo Tassi                 | Piacenza                             |
| Toscana               | Partito Comunista Italiano                    | Menotti Galeotti            | Arezzo                               |
| Toscana               | Partito Comunista Italiano                    | Giglia Tedesco Tatò         | Montevarchi                          |
| Toscana               | Partito Comunista Italiano                    | Grazia Zuffa                | Firenze II                           |
| Toscana               | Partito Comunista Italiano                    | Pierluigi Onorato           | Firenze III                          |
| Toscana               | Partito Comunista Italiano                    | Piero Pieralli              | Prato                                |
| Toscana               | Partito Comunista Italiano                    | Renato Pollini              | Grosseto                             |
| Toscana               | Partito Comunista Italiano                    | Giovanni Berlinguer         | Livorno                              |
| Toscana               | Partito Comunista Italiano                    | Edoardo Vesentini           | Volterra                             |
| Toscana               | Partito Comunista Italiano                    | Antonio Silvano Andriani    | Pistoia                              |
| Toscana               | Partito Comunista Italiano                    | Riccardo Margheriti         | Siena                                |
| Toscana               | Democrazia Cristiana                          | Domenico Rosati             | Arezzo                               |
| Toscana               | Democrazia Cristiana                          | Ivo Butini                  | Montevarchi                          |
| Toscana               | Democrazia Cristiana                          | Luciano Bausi               | Firenze I                            |
| Toscana               | Democrazia Cristiana                          | Mauro Favilla               | Lucca                                |
| Toscana               | Democrazia Cristiana                          | Antonio Graziani            | Viareggio                            |
| Toscana               | Democrazia Cristiana                          | Alcide Angeloni             | Massa-Carrara                        |
| Toscana               | PSI - PSDI - PR                               | Silvano Signori             | Grosseto                             |
| Toscana               | PSI - PSDI - PR                               | Antonio Cariglia            | Massa-Carrara                        |
| Toscana               | Movimento Sociale Italiano - Destra Nazionale | Mario Biagioni              | Grosseto                             |
| Umbria                | Partito Comunista Italiano                    | Graziella Tossi             | Perugia II                           |
| Umbria                | Partito Comunista Italiano                    | Venanzio Nocchi             | Città di Castello                    |
| Umbria                | Partito Comunista Italiano                    | Franco Giustinelli          | Terni                                |
| Umbria                | Partito Comunista Italiano                    | Adriano Ossicini            | Orvieto                              |
| Umbria                | Democrazia Cristiana                          | Giorgio Spitella            | Perugia I                            |
| Umbria                | Democrazia Cristiana                          | Learco Saporito             | Foligno - Spoleto                    |
| Umbria                | Partito Socialista Italiano                   | Giorgio Casoli              | Perugia I                            |
| Marche                | Partito Comunista Italiano                    | Aroldo Cascia               | Jesi - Senigallia                    |
| Marche                | Partito Comunista Italiano                    | Giorgio Tornati             | Pesaro - Fano                        |
| Marche                | Partito Comunista Italiano                    | Paolo Volponi               | Urbino                               |
| Marche                | Partito Comunista Italiano                    | Giorgio Cisbani             | Fermo                                |
| Marche                | Democrazia Cristiana                          | Giovanni Venturi            | Urbino                               |
| Marche                | Democrazia Cristiana                          | Alessandro Fontana          | Fermo                                |
| Marche                | Democrazia Cristiana                          | Gualtiero Nepi              | Ascoli Piceno                        |
| Marche                | Partito Socialista Italiano                   | Tommaso Mancia              | Ancona                               |
| Lazio                 | Democrazia Cristiana                          | Claudio Vitalone            | Frosinone                            |
| Lazio                 | Democrazia Cristiana                          | Angelo Picano               | Sora - Cassino                       |
| Lazio                 | Democrazia Cristiana                          | Guido Bernardi              | Latina                               |
| Lazio                 | Democrazia Cristiana                          | Manlio Ianni                | Rieti                                |
| Lazio                 | Democrazia Cristiana                          | Franco Evangelisti          | Roma I                               |
| Lazio                 | Democrazia Cristiana                          | Roberto Ruffilli            | Roma II                              |
| Lazio                 | Democrazia Cristiana                          | Paolo Cabras                | Roma V                               |
| Lazio                 | Democrazia Cristiana                          | Anna Gabriella Ceccatelli   | Roma VII                             |
| Lazio                 | Democrazia Cristiana                          | Paolo Sartori               | Viterbo                              |
| Lazio                 | Partito Comunista Italiano                    | Roberto Maffioletti         | Frosinone                            |
| Lazio                 | Partito Comunista Italiano                    | Angelo Dionisi              | Rieti                                |
| Lazio                 | Partito Comunista Italiano                    | Paolo Bufalini              | Roma III                             |
| Lazio                 | Partito Comunista Italiano                    | Tullio Vecchietti           | Roma IV                              |
| Lazio                 | Partito Comunista Italiano                    | Ugo Vetere                  | Roma VII                             |
| Lazio                 | Partito Comunista Italiano                    | Maurizio Ferrara            | Velletri                             |
| Lazio                 | Partito Comunista Italiano                    | Giulio Carlo Argan          | Tivoli                               |
| Lazio                 | Partito Comunista Italiano                    | Giovanni Ranalli            | Civitavecchia                        |
| Lazio                 | Partito Comunista Italiano                    | Ugo Sposetti                | Viterbo                              |
| Lazio                 | Partito Socialista Italiano                   | Maurizio Calvi              | Latina                               |
| Lazio                 | Partito Socialista Italiano                   | Bruno Vella                 | Rieti                                |
| Lazio                 | Partito Socialista Italiano                   | Antonio Muratore            | Tivoli                               |
| Lazio                 | Partito Socialista Italiano                   | Roberto Meraviglia          | Civitavecchia                        |
| Lazio                 | Movimento Sociale Italiano - Destra Nazionale | Romano Misserville          | Frosinone                            |
| Lazio                 | Movimento Sociale Italiano - Destra Nazionale | Ferdinando Signorelli       | Viterbo                              |
| Lazio                 | Partito Repubblicano Italiano                 | Bruno Visentini             | Roma I                               |
| Lazio                 | Partito Radicale                              | Gianfranco Spadaccia        | Roma VI                              |
| Abruzzo               | Democrazia Cristiana                          | Germano De Cinque           | Chieti                               |
| Abruzzo               | Democrazia Cristiana                          | Rosa Iervolino Russo        | Lanciano - Vasto                     |
| Abruzzo               | Democrazia Cristiana                          | Giovanni Maria Nieddu       | Avezzano                             |
| Abruzzo               | Democrazia Cristiana                          | Corradino Di Stefano        | Teramo                               |
| Abruzzo               | Partito Comunista Italiano                    | Glauco Torlontano           | Pescara                              |
| Abruzzo               | Partito Comunista Italiano                    | Antonio Franchi             | Teramo                               |
| Abruzzo               | Partito Socialista Italiano                   | Elena Marinucci Mariani     | L'Aquila - Sulmona                   |
| Molise                | Democrazia Cristiana                          | Domenico Raffaello Lombardi | Campobasso - Isernia                 |
| Molise                | Democrazia Cristiana                          | Osvaldo Di Lembo            | Larino                               |
| Campania              | Democrazia Cristiana                          | Nicola Mancino              | Avellino                             |
| Campania              | Democrazia Cristiana                          | Salverino De Vito           | Sant'Angelo dei Lombardi             |
| Campania              | Democrazia Cristiana                          | Ortensio Zecchino           | Benevento - Ariano Irpino            |
| Campania              | Democrazia Cristiana                          | Franca Falcucci             | Cerreto Sannita                      |
| Campania              | Democrazia Cristiana                          | Antonio Ventre              | Caserta                              |
| Campania              | Democrazia Cristiana                          | Manfredi Bosco              | Santa Maria Capua Vetere - Aversa    |
| Campania              | Democrazia Cristiana                          | Franco Piga                 | Piedimonte Matese - Sessa Aurunca    |
| Campania              | Democrazia Cristiana                          | Mario Condorelli            | Napoli I                             |
| Campania              | Democrazia Cristiana                          | Francesco Tagliamonte       | Napoli II                            |
| Campania              | Democrazia Cristiana                          | Lucio Toth                  | Napoli III                           |
| Campania              | Democrazia Cristiana                          | Francesco Patriarca         | Castellammare di Stabia              |
| Campania              | Democrazia Cristiana                          | Mauro Ianniello             | Nola                                 |
| Campania              | Democrazia Cristiana                          | Michele Pinto               | Sala Consilina - Vallo della Lucania |
| Campania              | Partito Comunista Italiano                    | Ferdinando Imposimato       | Santa Maria Capua Vetere - Aversa    |
| Campania              | Partito Comunista Italiano                    | Boris Ulianich              | Napoli I                             |
| Campania              | Partito Comunista Italiano                    | Nicola Imbriaco             | Napoli IV                            |
| Campania              | Partito Comunista Italiano                    | Giuseppe Boffa              | Napoli V                             |
| Campania              | Partito Comunista Italiano                    | Gerardo Chiaromonte         | Napoli VI                            |
| Campania              | Partito Comunista Italiano                    | Giuseppe Vignola            | Afragola                             |
| Campania              | Partito Comunista Italiano                    | Ersilia Salvato             | Torre del Greco                      |
| Campania              | Partito Comunista Italiano                    | Roberto Visconti            | Salerno                              |
| Campania              | Partito Socialista Italiano                   | Modestino Acone             | Avellino                             |
| Campania              | Partito Socialista Italiano                   | Sossio Pezzullo             | Eboli                                |
| Campania              | Partito Socialista Italiano                   | Antonio Mario Innamorato    | Sala Consilina - Vallo della Lucania |
| Campania              | Movimento Sociale Italiano - Destra Nazionale | Antonio Rastrelli           | Napoli III                           |
| Campania              | Movimento Sociale Italiano - Destra Nazionale | Francesco Pontone           | Napoli IV                            |
| Campania              | Movimento Sociale Italiano - Destra Nazionale | Michele Florino             | Napoli V                             |
| Campania              | Partito Socialista Democratico Italiano       | Luigi Franza                | Benevento - Ariano Irpino            |
| Campania              | Partito Repubblicano Italiano                 | Rocco Coletta               | Cerreto Sannita                      |
| Puglia                | Democrazia Cristiana                          | Attilio Busseti             | Molfetta                             |
| Puglia                | Democrazia Cristiana                          | Maria Fida Moro             | Bitonto                              |
| Puglia                | Democrazia Cristiana                          | Adriano Bompiani            | Altamura                             |
| Puglia                | Democrazia Cristiana                          | Pietro Mezzapesa            | Monopoli                             |
| Puglia                | Democrazia Cristiana                          | Giulio Cesare Orlando       | Martina Franca                       |
| Puglia                | Democrazia Cristiana                          | Emilio Pulli                | Lecce                                |
| Puglia                | Democrazia Cristiana                          | Giorgio De Giuseppe         | Gallipoli - Galatina                 |
| Puglia                | Democrazia Cristiana                          | Giuseppe Giacovazzo         | Tricase                              |
| Puglia                | Partito Comunista Italiano                    | Pasquale Lops               | Molfetta                             |
| Puglia                | Partito Comunista Italiano                    | Onofrio Petrara             | Altamura                             |
| Puglia                | Partito Comunista Italiano                    | Giorgio Nebbia              | Brindisi                             |
| Puglia                | Partito Comunista Italiano                    | Giuseppe Iannone            | Lucera                               |
| Puglia                | Partito Comunista Italiano                    | Giuseppe Cannata            | Taranto                              |
| Puglia                | Partito Comunista Italiano                    | Vito Consoli                | Martina Franca                       |
| Puglia                | Partito Socialista Italiano                   | Nicola Putignano            | Monopoli                             |
| Puglia                | Partito Socialista Italiano                   | Maria Rosaria Manieri       | Gallipoli - Galatina                 |
| Puglia                | Partito Socialista Italiano                   | Gennaro Acquaviva           | Tricase                              |
| Puglia                | Movimento Sociale Italiano - Destra Nazionale | Roberto Visibelli           | Barletta - Trani                     |
| Puglia                | Movimento Sociale Italiano - Destra Nazionale | Giuseppe Specchia           | Brindisi                             |
| Puglia                | Partito Socialista Democratico Italiano       | Costantino Dell'Osso        | Lucera                               |
| Puglia                | Partito Repubblicano Italiano                 | Giuseppe Dipaola            | Barletta - Trani                     |
| Basilicata            | Democrazia Cristiana                          | Carmelo Francesco Salerno   | Matera                               |
| Basilicata            | Democrazia Cristiana                          | Saverio D'Amelio            | Tricarico                            |
| Basilicata            | Democrazia Cristiana                          | Carmelo Azzarà              | Potenza                              |
| Basilicata            | Democrazia Cristiana                          | Romualdo Coviello           | Corleto Perticara                    |
| Basilicata            | Partito Comunista Italiano                    | Emanuele Cardinale          | Matera                               |
| Basilicata            | Partito Comunista Italiano                    | Luciano Barca               | Melfi                                |
| Basilicata            | Partito Socialista Italiano                   | Nicola Savino               | Lagonegro                            |
| Calabria              | Democrazia Cristiana                          | Angelo Donato               | Catanzaro                            |
| Calabria              | Democrazia Cristiana                          | Antonino Murmura            | Vibo Valentia                        |
| Calabria              | Democrazia Cristiana                          | Pasquale Perugini           | Cosenza                              |
| Calabria              | Democrazia Cristiana                          | Francesco Alberto Covello   | Castrovillari - Paola                |
| Calabria              | Partito Comunista Italiano                    | Antonio Alberti             | Catanzaro                            |
| Calabria              | Partito Comunista Italiano                    | Maurizio Mesoraca           | Crotone                              |
| Calabria              | Partito Comunista Italiano                    | Carmine Garofalo            | Cosenza                              |
| Calabria              | Partito Comunista Italiano                    | Girolamo Tripodi            | Palmi                                |
| Calabria              | PSI - PSDI - PR                               | Giuseppe Lelio Petronio     | Lamezia Terme                        |
| Calabria              | PSI - PSDI - PR                               | Sisinio Zito                | Locri                                |
| Calabria              | Movimento Sociale Italiano - Destra Nazionale | Ciccio Franco               | Reggio Calabria                      |
| Sicilia               | Democrazia Cristiana                          | Giovanni Silvestro Coco     | Caltanissetta                        |
| Sicilia               | Democrazia Cristiana                          | Niccolò Grassi Bertazzi     | Acireale                             |
| Sicilia               | Democrazia Cristiana                          | Francesco Parisi            | Caltagirone                          |
| Sicilia               | Democrazia Cristiana                          | Michele Lauria              | Enna                                 |
| Sicilia               | Democrazia Cristiana                          | Antonio Andò                | Messina                              |
| Sicilia               | Democrazia Cristiana                          | Carmelo Santalco            | Barcellona Pozzo di Gotto            |
| Sicilia               | Democrazia Cristiana                          | Luigi Genovese              | Patti                                |
| Sicilia               | Democrazia Cristiana                          | Michele Chimenti            | Partinico - Monreale                 |
| Sicilia               | Democrazia Cristiana                          | Andrea Zangara              | Corleone - Bagheria                  |
| Sicilia               | Democrazia Cristiana                          | Umberto Cappuzzo            | Termini Imerese - Cefalù             |
| Sicilia               | Partito Comunista Italiano                    | Vittorio Dante Gambino      | Agrigento                            |
| Sicilia               | Partito Comunista Italiano                    | Emanuele Macaluso           | Sciacca                              |
| Sicilia               | Partito Comunista Italiano                    | Salvatore Crocetta          | Piazza Armerina                      |
| Sicilia               | Partito Comunista Italiano                    | Giuseppe Vitale             | Caltagirone                          |
| Sicilia               | Partito Comunista Italiano                    | Concetto Scivoletto         | Ragusa                               |
| Sicilia               | Partito Comunista Italiano                    | Francesco Greco             | Siracusa                             |
| Sicilia               | Partito Socialista Italiano                   | Giovanni Ricevuto           | Messina                              |
| Sicilia               | Partito Socialista Italiano                   | Francesco Cimino            | Patti                                |
| Sicilia               | Partito Socialista Italiano                   | Pietro Ferrara              | Noto                                 |
| Sicilia               | Partito Socialista Italiano                   | Pietro Pizzo                | Trapani                              |
| Sicilia               | Movimento Sociale Italiano - Destra Nazionale | Antonino La Russa           | Catania II                           |
| Sicilia               | Movimento Sociale Italiano - Destra Nazionale | Marisa Moltisanti           | Noto                                 |
| Sicilia               | Partito Repubblicano Italiano                 | Giuseppe Perricone          | Trapani                              |
| Sicilia               | Partito Socialista Democratico Italiano       | Vincenza Bono Parrino       | Alcamo                               |
| Sicilia               | Partito Liberale Italiano                     | Francesco Candioto          | Termini Imerese - Cefalù             |
| Sardegna              | Democrazia Cristiana                          | Lucio Abis                  | Oristano                             |
| Sardegna              | Democrazia Cristiana                          | Gianuario Carta             | Nuoro                                |
| Sardegna              | Democrazia Cristiana                          | Pietro Montresori           | Sassari                              |
| Sardegna              | Democrazia Cristiana                          | Antonio Giagu De Martini    | Tempio - Ozieri                      |
| Sardegna              | Partito Comunista Italiano                    | Peppino Fiori               | Oristano                             |
| Sardegna              | Partito Comunista Italiano                    | Francesco Macis             | Iglesias                             |
| Sardegna              | Partito Comunista Italiano                    | Mario Pinna                 | Nuoro                                |
| Sardegna              | Partito Sardo d'Azione                        | Carlo Sanna                 | Cagliari                             |
| Sardegna              | Alleanza Laico Socialista                     | Paolo Fogu                  | Iglesias                             |
| Valle d'Aosta         | UV - ADP - PRI                                | Cesare Dujany               | Aosta                                |